# Nha chu
Nha chu là một chuyên ngành nha khoa nghiên cứu về tổ chức xung quanh bảo vệ răng và các bệnh ảnh hưởng đến chúng. Các mô này được gọi là tổ chức quanh răng bao gồm lợi (nướu), xương ổ răng, xương răng và dây chằng quanh răng. Người làm chuyên ngành này được gọi là bác sĩ nha chu.

## Bệnh nha chu
Bệnh nha chu thường bắt nguồn từ nhiều tình trạng khác nhau nhưng thường gặp nhất là do sự hình thành các mảng bám tập hợp các vi khuẩn ví dụ như P. gingivalis, T. forsythia, và T. denticola tại lợi và răng, kết hợp với cơ chế viêm - miễn dịch và các yếu tố nguy cơ khác có thể dẫn đến hủy hoại xương và các cấu trúc quanh răng tự nhiên. Bệnh không được điều trị có thể dẫn đến mất xương ổ răng và rụng răng. Tính đến  năm 2013, bệnh quanh răng gây mất răng đến 70.8% bệnh nhân Hàn Quốc. Bệnh quanh răng là nguyên nhân phổ biến thứ hai gây mất răng (đứng sau sâu răng) ở Scotland. Chải răng mỗi ngày hai lần và dùng chỉ nha khoa giúp phòng bệnh quanh răng hiệu quả.

## Viêm quanh răng cấy
Nha chu cũng liên quan đến đặt vị trí và duy trì răng cấy, bao gồm điều trị viêm quanh răng cấy (viêm, tiêu xương quanh vùng răng cấy) Viêm quanh răng cấy được cho là có cùng nguyên nhân với bệnh quanh răng.

## Đào tạo
Trước khi tham gia bất kỳ chương trình đào tạo sau đại học về nha chu, bác sĩ cần tốt nghiệp bằng nha khoa.